# 南玻利維亞克丘亞語
南玻利維亞克丘亞語（South Bolivian Quechua）屬於克丘亞語系的克丘亞II C，分布在玻利維亞及阿根廷的胡胡伊省。南玻利維亞克丘亞語在玻利維亞享有官方語言地位。根據SIL的資料，南玻利維亞克丘亞語總使用人口約3,637,500人。
南玻利維亞克丘亞語的方言：
- 蘇克雷方言（Sucre dialect）
- Cochabamba dialect
- Oruro dialect
- 波多西方言（Potosí dialect）
- Chuquisaca dialect
- 西北胡胡伊方言（Northwest Jujuy dialect）